# Garancières-en-Beauce
Garancières-en-Beauce ist eine französische Gemeinde mit 222 Einwohnern (Stand: 1. Januar 2022) im Département Eure-et-Loir in der Region Centre-Val de Loire (bis 2015 Centre). Die Gemeinde gehört zum Arrondissement Chartres und zum 2017 gegründeten Gemeindeverband Cœur de Beauce.

## Geografie
Garancières-en-Beauce liegt im Norden der Landschaft Beauce, 30 Kilometer östlich von Chartres und etwa 57 Kilometer südsüdöstlich von Paris. Umgeben wird Garancières-en-Beauce von den Nachbargemeinden Allainville im Norden und Nordwesten, Chatignonville im Norden, Authon-la-Plaine im Nordosten, Saint-Escobille im Osten und Südosten sowie Sainville im Süden und Westen.

## Bevölkerungsentwicklung
| Jahr                      | 1962 | 1968 | 1975 | 1982 | 1990 | 1999 | 2006 | 2013 |
| ------------------------- | ---- | ---- | ---- | ---- | ---- | ---- | ---- | ---- |
| Einwohner                 | 188  | 190  | 170  | 198  | 222  | 230  | 220  | 228  |
| Quelle: Cassini und INSEE |      |      |      |      |      |      |      |      |

## Sehenswürdigkeiten
- Kirche Saint-Étienne, Monument historique seit 1907